# دولت حماس در نوار غزه
دولت حماس در نوار غزه (به عربی: حکومة حماس فی قطاع غزة)، از زمان تصرف این منطقه از حزب رقیب یعنی فتح، در ۱۴ ژوئن ۲۰۰۷ ایجاد شد که از آن زمان، حماس، بر نوار غزه در فلسطین، حکومت می‌کند.
حماس در ۲۵ ژانویه ۲۰۰۶ در انتخابات مجلس فلسطین، پیروز و اسماعیل هنیه به عنوان نخست‌وزیر، معرفی شد. پس از تصرف غزه توسط حماس در ۱۴ ژوئن ۲۰۰۷، محمود عباس، رئیس دولت فلسطین، رهبری حماس را منحل اعلام کرد و سلام فیاض را به عنوان نخست‌وزیر، منصوب کرد.

## فهرست رهبران حماس در نوار غزه
| ردیف                  | پرتره                 | نام (زادهٔ–درگذشتهٔ)          | دوران تصدی            | دوران تصدی            | دوران تصدی            | معاون                                | منابع                 |
| ردیف                  | پرتره                 | نام (زادهٔ–درگذشتهٔ)          | آغاز                  | پایان                 | مدّت                   | معاون                                | منابع                 |
| رهبر حماس در نوار غزه | رهبر حماس در نوار غزه | رهبر حماس در نوار غزه       | رهبر حماس در نوار غزه | رهبر حماس در نوار غزه | رهبر حماس در نوار غزه | رهبر حماس در نوار غزه                | رهبر حماس در نوار غزه |
| --------------------- | --------------------- | --------------------------- | --------------------- | --------------------- | --------------------- | ------------------------------------ | --------------------- |
| ۱                     |                       | اسماعیل هنیه (ح. ۱۹۶۲–۲۰۲۴) | ۱۴ ژوئن ۲۰۰۷          | ۱۳ فوریه ۲۰۰۷         | ۹ سال، ۲۴۴ روز        | نامشخص                               | [ ۱۱ ]                |
| ۲                     |                       | یحیی سنوار (۱۹۶۲–۲۰۲۴)      | ۱۳ فوریه ۲۰۱۷         | ۱۶ اکتبر ۲۰۲۴ †       | ۷ سال، ۲۴۶ روز        | خلیل الحیه (مارس ۲۰۲۱–۱۶ اکتبر ۲۰۲۴) | [ ۱۴ ]                |
| ۳                     |                       | محمد سنوار (۱۹۷۵–۲۰۲۵)      | ۱۶ اکتبر ۲۰۲۴         | ۱۳ مه ۲۰۲۵ X          | ۲۰۹ روز               | نامشخص                               | [ ۱۵ ] [ ۱۶ ]         |
| ۴                     |                       | عزالدین حداد                | ۱۳ مه ۲۰۲۵            | متصدی                 | ۷۲ روز                | نامشخص                               | [ ۱۷ ]                |